# Киттель, Бруно
Бруно Киттель (нем. Bruno Kittel; 26 мая 1870, лесничество Энтенбрух, ныне Чарнковско-Тшчанецкий повят, Польша — 10 марта 1948, Вассерберг, близ Кёльна) — немецкий хоровой дирижёр и музыкальный педагог.
Получил музыкальное образование как скрипач, в 1896—1901 гг. играл на скрипке в оркестре Берлинской королевской оперы. Затем до 1907 г. работал там же дирижёром. Одновременно в 1901—1914 гг. возглавлял Бранденбургскую консерваторию.
Наибольшую известность Киттелю принесло руководство собственным хоровым коллективом, Хором Бруно Киттеля, который он основал в 1902 году. В скором времени ему удалось довести численность состава до 250 женских и 125 мужских голосов, что позволяло исполнять самые масштабные сочинения. Так, в 1912 г. хор Киттеля исполнил премьеру мистерии Феликса Дрезеке «Христос». В 1928 г. Киттель со своим хором осуществил первую полную аудиозапись «Торжественной мессы» Людвига ван Бетховена. На рубеже 1920-30-х гг. Киттель считался ведущим хоровым дирижёром Берлина, славясь решительными быстрыми темпами и исключительной сбалансированностью сольных партий. В 1938 г. президент Имперской музыкальной палаты Третьего рейха Петер Раабе предложил Киттеля, наряду с Рихардом Штраусом, Германом Абендротом, Карлом Бёмом и другими выдающимися музыкантами, в состав Государственного совета по культуре (Reichskultursenat). В 1941 г. вышла полная запись «Страстей по Матфею» Иоганна Себастьяна Баха, занимавшая 18 пластинок; матрицы были на подводной лодке доставлены в Японию, где за годы Второй мировой войны было продано около 17 тысяч копий. В 1942 г. хор Киттеля участвовал в знаменитой записи Девятой симфонии Бетховена под управлением Вильгельма Фуртвенглера.
В 1928—1930 гг. Киттель преподавал в Берлинской высшей школе музыки и руководил также её хором. В 1935—1945 гг. директор Консерватории Штерна.